# 维多耶·扎尔科维奇

维多耶·扎尔科维奇

维多耶·扎尔科维奇（羅馬化：Vidoje Žarković；1927年6月10日—2000年9月29日），南斯拉夫社会主义联邦共和国政治家，黑山族。1927年6月10日，出生于黑山普卢日内。在普列夫利亚读完中学。1941年，参加南斯拉夫人民解放战争，加入第一无产阶级旅，是该旅最年轻的战士之一。1943年，加入南斯拉夫共产党。第二次世界大战结束后，长期在军队任职，最高军衔为海军上将。先后毕业于贝尔格莱德高等海军学院和“久罗·贾科维奇”高等政治学校，并曾就读于贝尔格莱德大学法律系。1967年–1969年，任黑山社会主义共和国执行委员会主席。1969年–1974年，任黑山人民议会主席。1984年，任黑山共产主义者联盟中央委员会主席团主席。1985年－1986年，任南斯拉夫共产主义者联盟中央委员会主席团主席。2000年9月29日，在贝尔格莱德去世，享年73岁。